# 하나한 (사우스캐롤라이나주)
하나한(Hanahan)은 미국 사우스캐롤라이나주 버클리군의 도시이다. 2010년 인구 조사 기준 인구 수는 17,997명이다.

## 인구
| 인구조사              | 인구   | Note | %±    |
| --------------------- | ------ | ---- | ----- |
| 1980년                | 13,224 |      | —     |
| 1990년                | 13,176 |      | −0.4% |
| 2000년                | 12,937 |      | −1.8% |
| 2010년                | 17,997 |      | 39.1% |
| 2020년                | 20,325 |      | 12.9% |
| U.S. Decennial Census |        |      |       |